# Уравнение состояния Барнера — Адлера
Уравнение Барнера — Адлера — многопараметрическое уравнение состояния, описывающее поведение насыщенного и слегка перегретого пара. Получено Барнером (H. E. Barner) и Адлером (S. B. Adler) в 1970 году как обобщение уравнения Иоффе (J. Joffe).
Уравнение имеет сложный вид:
{\displaystyle P={\frac {RT}{V-b}}-{\frac {af_{a}}{V(V-b)}}+{\frac {cf_{c}}{V(V-b)^{2}}}-{\frac {df_{d}}{V(V-b)^{3}}}+{\frac {ef_{e}}{V(V-b)^{4}}},}
где
- {\displaystyle P} — давление, Па;
- {\displaystyle T} — абсолютная температура, К;
- {\displaystyle V} — молярный объём, м³/моль;
- {\displaystyle R=8{,}31441\pm 0{,}00026} — универсальная газовая постоянная, Дж/(моль·К);
- {\displaystyle a={\frac {R^{2}T_{\mathrm {k} }^{2}}{4P_{\mathrm {k} }}}(5h-1)+{\frac {5}{2}}(1-h)^{2};}
- {\displaystyle b={\frac {RT_{\mathrm {k} }}{4P_{\mathrm {k} }}}(5h-1);}
- {\displaystyle c={\frac {5R^{3}T_{\mathrm {k} }^{3}}{32P_{\mathrm {k} }^{2}}}(1-h)^{3};}
- {\displaystyle d={\frac {5R^{4}T_{\mathrm {k} }^{4}}{256P_{\mathrm {k} }^{3}}}(1-h)^{4};}
- {\displaystyle e={\frac {R^{5}T_{\mathrm {k} }^{5}}{1024P_{\mathrm {k} }^{4}}}(1-h)^{5};}
- {\displaystyle h=1-{\sqrt {{\frac {8}{5}}(0{,}3361+0{,}0713\omega )}};}
- {\displaystyle f_{a}=1-A\left(1-{\frac {1}{T_{\mathrm {r} }}}\right);}
- {\displaystyle f_{c}=1-C\left(1-{\frac {1}{T_{\mathrm {r} }}}\right);}
- {\displaystyle f_{d}=D_{1}+{\frac {D_{2}}{T_{\mathrm {r} }}}-{\frac {D_{3}}{T_{\mathrm {r} }^{2}}};}
- {\displaystyle f_{e}=E_{1}+{\frac {E_{2}}{T_{\mathrm {r} }^{2}}}-{\frac {E_{3}}{T_{\mathrm {r} }^{4}}};}
- {\displaystyle A={\frac {0{,}904+3{,}716\omega }{5h-1+{\dfrac {5}{2}}(1-h)^{2}}};}
- {\displaystyle C={\frac {32(0{,}043+0{,}17\omega )}{5(1-h)^{3}}};}
- {\displaystyle D_{1}=-(0{,}30+6{,}28\omega ^{2/3});}
- {\displaystyle D_{2}=1{,}89+13{,}59\omega ^{2/3};}
- {\displaystyle D_{3}=0{,}59+7{,}31\omega ^{2/3};}
- {\displaystyle E_{1}=0{,}23-2{,}58\omega ^{2/3};}
- {\displaystyle E_{2}=1{,}25+8{,}99\omega ^{2/3};}
- {\displaystyle E_{3}=0{,}48+6{,}41\omega ^{2/3};}
- {\displaystyle T_{\mathrm {k} }} — критическая температура, К;
- {\displaystyle P_{\mathrm {k} }} — критическое давление, Па;
- {\displaystyle T_{\mathrm {r} }={\frac {T}{T_{\mathrm {k} }}}} — приведённая температура;
- {\displaystyle \omega } — фактор ацентричности[англ.] Питцера.

Уравнение применимо в области {\displaystyle V_{\mathrm {r} }>0{,}6,\;T_{\mathrm {r} }<1{,}5}, где {\displaystyle V_{\mathrm {r} }={\frac {V}{V_{\mathrm {k} }}}} — приведённый объём, {\displaystyle V_{\mathrm {k} }} — критический объём, м³/моль.
Авторами было проведено сравнение расчётных и экспериментальных данных для н-гептана, которое показало прекрасное их совпадение.